# (200250) 1999 VV148
(200250) 1999 VV148 es un asteroide perteneciente al cinturón de asteroides, descubierto el 14 de noviembre de 1999 por el equipo del Lincoln Near-Earth Asteroid Research desde el Laboratorio Lincoln, Socorro, Nuevo México, Estados Unidos.

## Designación y nombre
Designado provisionalmente como 1999 VV148.

## Características orbitales
1999 VV148 está situado a una distancia media del Sol de 2,768 ua, pudiendo alejarse hasta 3,015 ua y acercarse hasta 2,520 ua. Su excentricidad es 0,089 y la inclinación orbital 2,966 grados. Emplea 1682,24 días en completar una órbita alrededor del Sol.

## Características físicas
La magnitud absoluta de 1999 VV148 es 17.